# Applied Linguistics
Applied Linguistics è una rivista accademica in revisione partaria, nel campo della linguistica applicata, fondata nel 1980 e pubblicata dalla Oxford University Press bimestralmente. I redattori capo sono Christina Higgins (Università delle Hawaii a Mānoa) e Anna Mauranen (Università di Helsinki).
Secondo il Journal Citation Reports, la rivista ha avuto un fattore di impatto di 3.593, nel 2006, classificandosi al 1º posto su 182 riviste nella categoria "Linguistica".

## Scopi e campo di applicazione
La rivista pubblica sia articoli di ricerca che concettuali su tutti gli aspetti della linguistica applicata, come la lessicografia, la linguistica dei corpora, il multilinguismo, l'analisi del discorso e l'educazione linguistica, con l'obiettivo di promuovere la discussione tra i ricercatori in diversi campi. Presenta una sezione "Forum", introdotta nel 2001, destinata a brevi contributi, come risposte ad articoli e comunicazioni sulla ricerca attuale.